# 소문난 아가씨들
"소문난 아가씨들"은 대한민국에서 제작된 정인엽 감독의 1969년 영화이다. 김지수 등이 주연으로 출연하였고 신태일 등이 제작에 참여하였다.

## 출연

### 주연
- 김지수
- 선우용여
- 남진
- 백일섭

## 기타
- 조명: 박창호
- 미술: 김성배